# Simporo
Simporo, também grafada como Chimpolo-Oximolo e Tchimporo-Yonde, é uma vila e comuna angolana, do município de Cuanhama, que se localiza na província de Cunene.